# Dover (Idaho)
Dover és una població dels Estats Units a l'estat d'Idaho. Segons el cens del 2000 tenia 342 habitants.

## Demografia
Segons el cens del 2000, Dover tenia 342 habitants, 147 habitatges, i 95 famílies. La densitat de població era de 98,5 habitants per km².
Dels 147 habitatges en un 26,5% hi vivien nens de menys de 18 anys, en un 54,4% hi vivien parelles casades, en un 7,5% dones solteres, i en un 34,7% no eren unitats familiars. En el 26,5% dels habitatges hi vivien persones soles el 10,2% de les quals corresponia a persones de 65 anys o més que vivien soles. El nombre mitjà de persones vivint en cada habitatge era de 2,33 i el nombre mitjà de persones que vivien en cada família era de 2,79.
Per edats la població es repartia de la següent manera: un 20,2% tenia menys de 18 anys, un 7% entre 18 i 24, un 20,5% entre 25 i 44, un 32,2% de 45 a 60 i un 20,2% 65 anys o més.
L'edat mediana era de 46 anys. Per cada 100 dones de 18 o més anys hi havia 120,2 homes.
La renda mediana per habitatge era de 36.250 $ i la renda mediana per família de 40.000 $. Els homes tenien una renda mediana de 31.875 $ mentre que les dones 24.688 $. La renda per capita de la població era de 27.861 $. Aproximadament el 2,8% de les famílies i el 3,9% de la població estaven per davall del llindar de pobresa.

## Poblacions properes
El següent diagrama mostra les poblacions més properes.